# Xã Rutland, Quận Martin, Minnesota
Xã Rutland (tiếng Anh: Rutland Township) là một xã thuộc quận Martin, tiểu bang Minnesota, Hoa Kỳ. Năm 2010, dân số của xã này là 437 người.